# Endomysium
Het endomysium, dat in de spier betekent, is een dunne laag bindweefsel die elke individuele spiervezel omhult. Het bestaat uit een netwerk van reticulaire vezels en bestaat voornamelijk uit collageen, een sterk en flexibel eiwit dat structurele ondersteuning biedt aan de spiervezels. Het endomysium bevat ook haarvaten, zenuwvezels en lymfevaten, die de spiervezel van voedingsstoffen en zuurstof voorzien en afvalstoffen verwijderen. Het endomysium is een van de drie lagen van bindweefsel die skeletspieren omringen en ondersteunen, de andere zijn het perimysium en het epimysium.
Antilichamen tegen endomysium (EMA) zijn aanwezig bij coeliakie en zijn een van de mogelijkheden om de aandoening in het bloed aan te tonen.